# Beata Mårtensson-Brummer
Beata Mårtensson-Brummer, född Mårtensson 1 april 1880 i Stockholm, död 15 juli 1956 i Lund, var en svensk konstnär.
Hon var dotter till lantbrukaren Nils Mårtensson och hans hustru Bengta och från 1911 gift med skulptören Joseph Brummer. Hon studerade vid Högre konstindustriella skolan 1898–1902 och under studieresor till Paris och Italien. Hon var anställd som lärare i målning vid Högre konstindustriella skolan 1902–1905 och 1907–1911 och var överlärare där 1915–1920. Hon var anlitad som mönsterformgivare vid AB Svensk konstslöjd och vid Gustavsbergs porslinsfabrik där hon från 1910 blev anställd som konstnärlig rådgivare. Hon var bosatt i Paris 1911–1914 och i New York 1920–1935 där hon arbetade som sin mans medhjälpare vid hans galleri och som konservator. Tillsammans med Inez Leander ställde hon ut i Gävle 1918 och hon medverkade i Stockholmsutställningen 1909, Föreningen Svenska Konstnärinnors utställning på Konstakademien 1911, Konstnärshuset 1915 och på Liljevalchs konsthall 1927 samt i en utställning i Paris 1913. Hennes konst består av blomsterstilleben, porträtt, stadsbilder, stilleben och landskapsbilder i olja, akvarell eller tempera och formgivning av vaser, skålar och bordsserviser samt hyllningsadresser. Brummer är representerad i Gustav VI Adolfs samling, prins Wilhelms samling och vid Waldemarsudde.